# (4168) Millan
(4168) Millan (1979 EE) – planetoida z pasa głównego asteroid okrążająca Słońce w ciągu 4,11 lat w średniej odległości 2,56 j.a. Odkryta 6 marca 1979 roku.